# Brian Markinson
Brian Markinson (Brooklyn, 1º settembre 1961) è un attore statunitense naturalizzato canadese.
È sposato con Nancy Lynn Kerr dalla quale ha avuto due figli: Isaac e Evan.

## Filmografia parziale

### Cinema
- Un medico, un uomo (The Doctor), regia di Randa Haines (1991)
- Wolf - La belva è fuori (Wolf), regia di Mike Nichols (1994)
- Apollo 13, regia di Ron Howard (1995)
- Qualcosa di personale (Up Close & Personal), regia Jon Avnet (1996)
- City of Angels - La città degli angeli (City of Angels), regia di Brad Silberling (1998)
- Nemico pubblico (Enemy of the State), regia di Tony Scott (1998) - non accreditato
- Accordi e disaccordi (Sweet and Lowdown), regia di Woody Allen (1999)
- Criminali da strapazzo (Small Time Crooks), regia di Woody Allen (2000)
- La maledizione dello scorpione di giada (The Curse of the Jade Scorpion), regia di Woody Allen (2001)
- Liberty Stands Still, regia di Kari Skogland (2002)
- Vita da camper (RV), regia di Barry Sonnenfeld (2006)
- Shooter, regia di Antoine Fuqua (2007)
- La guerra di Charlie Wilson (Charlie Wilson's War), regia di Mike Nichols (2007)
- Personal Effects, regia di David Hollander (2008)
- Frankie & Alice, regia di Geoffrey Sax (2010)
- Triple Dog, regia di Pascal Franchot (2010)
- Ancora 12 Rounds (12 Rounds 2: Reloaded), regia di Roel Reiné (2013)
- Godzilla, regia di Gareth Edwards (2014)
- Giochi di potere (Backstabbing for Beginners), regia di Per Fly (2018)
- Un viaggio a quattro zampe (A Dog's Way Home), regia di Charles Martin Smith (2019)

### Televisione
- China Beach - serie TV, un episodio (1990)
- Sinatra - miniserie TV (1992)
- Star Trek: The Next Generation - serie TV, episodio 7x13 (1994)
- Angels in America - serie TV, 5 episodi (2003)
- Da Vinci's Inquest - serie TV, 16 episodi (2003-2005)
- Lucky 7 - film TV (2003)
- Touching Evil - serie TV, 12 episodi (2004)
- Da Vinci's City Hall - serie TV, 13 episodi (2005-2006)
- Scacco matto nel Bronx (Knights of the South Bronx) - film TV (2005)
- Supernatural - serie TV, 2 episodi (2005, 2012)
- The L Word - serie TV, 13 episodi (2007-2009)
- Traveler - serie TV, 2 episodi (2007)
- Nora Roberts - Due vite in gioco (High Noon) - film TV (2009)
- Caprica - serie TV, 13 episodi (2009-2010)
- Shattered - serie TV, 14 episodi (2010-2011)
- Sanctuary - serie TV, 4 episodi (2011)
- The Killing - serie TV, 8 episodi (2011-2012)
- Battlestar Galactica: Blood & Chrome - film TV (2012)
- Arctic Air - serie TV, 12 episodi (2012-2014)
- Continuum - serie TV, 38 episodi (2012-2015)
- Mad Men - serie TV, 7 episodi (2013-2015)
- Fargo - serie TV, 2 episodi (2014)
- Girlfriends' Guide to Divorce - serie TV, 31 episodi (2014-2018)
- iZombie - serie TV, 2 episodi (2015)
- The Romeo Section - serie TV, 10 episodi (2016)
- Salvation - serie TV, 5 episodi (2017)
- Take Two - serie TV, 3 episodi (2018)
- The Magicians - serie TV, 6 episodi (2019)
- Unspeakable - serie TV, 7 episodi (2019)
- Tribal - serie TV, 18 episodi (2020-2021)
- Away - serie TV, 6 episodi (2020)
- Un milione di piccole cose (A Million Little Things) - serie TV, 9 episodi (2021-2022)
- Under the Bridge – miniserie TV, puntate 7-8 (2024)

## Doppiatori italiani
Nelle versioni in italiano delle opere in cui ha recitato, Brian Markinson è stato doppiato da:
- Enrico Di Troia ne La guerra di Charlie Wilson, Godzilla
- Nino Prester in Wolf - La belva è fuori
- Fabrizio Temperini in X-Files (ep. 1x22)
- Gaetano Varcasia in X-Files (ep. 5x19)
- Sergio Luzi in Ignition - Dieci secondi alla fine
- Francesco Meoni in Psych
- Achille D'Aniello in NCIS - Unità anticrimine
- Angelo Maggi in Shooter
- Stefano Alessandroni in CSI - Scena del crimine
- Claudio Moneta in Continuum
- Maurizio Reti in The Killing
- Marco Mete in Mad Men
- Roberto Stocchi in Fargo
- Massimo De Ambrosis in Arrow
- Alessandro Ballico in iZombie
- Gerolamo Alchieri in Colony
- Antonio Sanna in Painkiller
- Christian Iansante ne La maledizione dello scorpione di giada
- Franco Mannella in Under the Bridge